# دیگو مندوزا
دیگو مندوزا (انگلیسی: Diego Mendoza؛ زادهٔ ۳۰ سپتامبر ۱۹۹۲) بازیکن فوتبال اهل آرژانتین است.
از باشگاه‌هایی که در آن بازی کرده‌است می‌توان به باشگاه فوتبال استودیانتس و باشگاه فوتبال اتلتیکو هوراکان اشاره کرد.